# Paxlovid
Wikipédia ne donne pas de conseils médicaux ou sanitaires. Cet article est susceptible de contenir des informations obsolètes ou inexactes. Seul un professionnel de la santé est apte à vous fournir un avis médical, et seules les autorités sanitaires de votre pays sont compétentes pour donner des consignes de santé publique relatives à la pandémie de Covid-19.
La combinaison nirmatrelvir/ritonavir, distribuée sous la marque Paxlovid, est un médicament antiviral actif par voie orale développé et commercialisé par Pfizer comme traitement de la Covid-19. Il agit en inhibant la protéase 3CLpro des coronavirus.

## Mécanisme d'action
Le médicament associe le ritonavir, un antirétroviral, et le nirmatrelvir, un inhibiteur covalent qui se lie à la cystéine catalytique de la protéase du coronavirus (résidu Cys145). Le ritonavir intervient pour ralentir la clairance hépatique du nirmatrelvir par le cytochrome P450 afin d'en prolonger la biodisponibilité.
Le nirmatrelvir est un promédicament donnant la molécule GC373, cette dernière ayant démontré son efficacité pour traiter la péritonite infectieuse féline, maladie mortelle du chat causée par le coronavirus félin FCoV.

## Essais
Après des essais de phase III pour le traitement du COVID-19,,,,,, en novembre 2021, Pfizer annonce des résultats positifs avec une réduction de 89 % des hospitalisations si elle est administrée au début dans les trois jours suivant l'apparition des symptômes, et fait alors une demande d'autorisation en urgence auprès de la Food and Drug Administration (FDA, agence américaine des médicaments).
Au cours des essais en double-aveugle, 1 039 patients ont reçu Paxlovid et 0,8 % d'entre eux ont été hospitalisés ou sont morts dans les 28 jours, comparé à un pourcentage de 6,7 % parmi les 1 046 patients qui ont reçu un placebo.
Des essais menés en Israël montrent une efficacité auprès de patients bénéficiant déjà d'une vaccination complète contre le Covid-19, mais cet effet se limiterait aux personnes à risque élevé. Des études à l'été 2022 font toutefois craindre que le virus mute afin d'échapper à ce produit,,. L'effet de « rebond » ou de reprise de covid - en anglais : Paxlovid rebound - montre également que dans certains cas, le virus peut se développer à nouveau sans même avoir muté,,, laissant pour le moment la médecine démunie.

## Autorisations
Le médicament est autorisé :
- provisoirement par l’Agence européenne des médicaments (AEM) mi-décembre 2021, « pour traiter les adultes atteints du Covid-19 qui n’ont pas besoin d’oxygène supplémentaire et qui présentent un risque accru de développer une forme sévère de la maladie »[22], et en France par la Haute autorité de santé (HAS) le 21 janvier 2022[23],[24]. La Commission européenne accorde, fin janvier 2022, l'autorisation de mise sur le marché du Paxlovid[25] ;

- en urgence, le 22 décembre par la FDA, « pour le traitement des formes bénignes à modérées chez les adultes et les enfants de 12 ans et plus (et d'au moins 40 kg) qui sont à haut risque de progression vers des formes graves »[26],[27].

Israël l'autorise le 26 décembre 2021 et la Corée du Sud l'autorise le 27 décembre 2021.
Il n'est néanmoins pas envisagé de distribuer ce médicament à grande échelle en pharmacie : son coût élevé plaide en faveur du ciblage des personnes récemment contaminées susceptibles de développer des formes graves de la maladie. Le risque de voir le virus développer une pharmacorésistance en cas d'usage abusif de cette molécule n'est pas non plus à exclure.
En France, la Haute Autorité de santé (HAS), après l'arrêté du 20 janvier 2022, sur l'« utilisation en accès précoce » du Paxlovid en comprimés, dans le traitement curatif des adultes positifs au COVID-19 et à risque de développer une forme grave, autorise par l'arrêté du 26 janvier 2022, " à titre dérogatoire, la prescription par les médecins libéraux et la dispensation par les pharmaciens" du Paxlovid. Ceci choque le professeur Éric Caumes, infectiologue à l'hôpital de l'Hôtel-Dieu à Paris, qui, le 10 février 2022 devant le Sénat, déplore qu'il "n'a pas été évalué correctement sur les variants qui vont émerger" et l'absence de publication scientifique qui doit précéder toute mise sur le marché d'un médicament.
Fin avril 2022, l'OMS recommande officiellement le Paxlovid pour les patients à risque de développer des formes graves de Covid.
À compter du 10 décembre 2022, le paxlovid peut être prescrit au moyen d'une ordonnance conditionnelle (délivrée par anticipation du résultat du test de diagnostic ou dépistage de la Covid-19).

## Administration du médicament
Le médicament est administré en 3 comprimés (2 comprimés de nirmatrelvir et 1 comprimé de ritonavir), pris simultanément 2 fois par jour pendant 5 jours consécutifs, soit au total 30 comprimés. La FDA n'autorise pas plus de 5 jours de traitement. Le médicament n'est pas prescrit si le patient consulte trop tard par rapport aux trois premiers jours au début de l'apparition des symptomes.

## Contre-indications, interactions et effets secondaires

### Contre-indications
Le nirmatrelvir/ritonavir est contre-indiqué chez les personnes souffrant d'insuffisance hépatique ou rénale et est déconseillé aux femmes enceintes ; l'allaitement doit être interrompu pendant le traitement.

### Effets indésirables
Les effets indésirables observés lors des essais cliniques de phases II-III ont été : altération du goût (4,8 à 6 %), diarrhée (3,0 à 3,9 %), vomissements (1,3 %), hypertension (1,0 %) et douleurs musculaires (1,0 %), ; ont également été mentionnés des vertiges, des problèmes au foie ou au pancréas et des éruptions cutanées.
Lors de l’étude clinique, 20 % des personnes qui ont reçu le médicament et environ 20 % de ceux qui ont reçu le placebo se sont plaints d’effets secondaires
Moins de 2 % de ceux qui ont reçu le médicament ont dû arrêter le traitement pour effets secondaires graves.
L'altération du goût spécifique à ce médicament a reçu dans les pays francophones le sobriquet de « bouche Paxlovid ».

### Interactions
Le ritonavir peut provoquer des interactions médicamenteuses, parfois graves voire mortelles. Son rôle est d'inhiber le cytochrome CYP3A (en) pour ralentir l’élimination du nirmatrelvir, mais cette enzyme étant impliquée dans le métabolisme de nombreux médicaments, le ritonavir peut augmenter leur concentration, au risque d’entraîner ainsi « des réactions graves ou de mettre en jeu le pronostic vital ».
Le médicament présente donc un potentiel d’interactions élevé avec tous les médicaments métabolisés par le CYP3A, comme la simvastatine, une statine courante,. La FDA fait sur son site la liste des médicaments et des molécules qui ne doivent pas être pris en même temps que le Paxlovid comme la colchicine, certains neuroleptiques, analgésiques et comme le millepertuis. Le « risque d’effets indésirables graves » concerne aussi des "antiarythmiques, des antihistaminiques, des médicaments anticancéreux, des anticoagulants, des antidépresseurs, des anti-infectieux, des somnifères, un antibiotique ou encore les thérapies de substitution de l’hormone thyroïdienne"… et n'est pas recommandé aux femmes enceintes.

### Limitations
Des essais faits par Pfizer sur 3 000 adultes montrent que le Paxlovid n'empêche pas l'infection de se propager au sein d'une famille. De plus, son efficacité contre l’Omicron ne semble pas complètement établie. En juin 2022, l'essai EPIC-SR en montre le peu d'efficacité chez des patients peu vulnérables.

## Production et achats publics
Au Canada le coût du traitement de Paxlovid se situe aux environs de 900 $, ce qui pour certains est "un obstacle à un élargissement de son utilisation".
En France, en octobre 2022, le Paxlovid 150 mg/100 mg, comprimés en boîte de 5 blisters, est à 3,57 € remboursable.
Le 18 novembre 2021, Pfizer annonce que le gouvernement des États-Unis payera 5,29 milliards de dollars pour 10 millions de traitements, ce qui représente 529 $ par patient traité.
Le 28 décembre 2021, l'Allemagne annonce qu'elle achète 1 million de traitements. Les premières livraisons auraient lieu avant fin janvier.
La France a précommandé environ 500 000 doses, pour un coût de 250 millions d’euros, mais après deux mois de mise en service de ce médicament, 3 500 patients seulement en avaient bénéficié, les contre-indications sont nombreuses, et les médecins généralistes déplorent une modalité de prescription trop complexe, imposée par l'autorisation de mise sur le marché conditionnelle. Toutefois, afin d'en relancer la distribution, l'État simplifie son circuit de distribution en permettant aux grossistes-répartiteurs de livrer directement les pharmacies.
Dans d'autres pays, les prix de vente seront modulés en fonction du niveau de développement économique.
Pfizer envisage de fabriquer au moins 50 millions de traitements d'ici fin 2022.
Le 17 janvier 2022, le groupe pharmaceutique annonce que les installations de Novasep, à Mourenx dans le Bassin de Lacq, produiront en France son médicament anti-covid.
Au premier semestre 2022, les ventes du Paxlovid dépassent les prévisions, en faisant probablement un des médicaments les plus rapidement vendus. Cependant, une baisse est attendue pendant le second semestre,,, faisant craindre une baisse du cours de l'action de la société.

## Impact social
En 2023, Paxlovid est le seul médicament qui soit autorisé et efficace pour lutter contre le Covid-19. Aussi, dans les pays où le vaccin n'est pas encore assez disponible, surtout en Chine, y a-t-il l'apparition du marché noir. Le prix grimperait jusqu'à 50 000 yuan (6 330 euros) par paquet tandis que l'autorité signale qu'il existe également le médicament contrefait de Paxlovid, selon l'analyse des laboratoires.